# 中山吉一
中山 吉一（なかやま よしかず、1934年3月13日 - 1997年6月7日）は、日本の銀行家。

## 経歴
沖縄県出身。1957年に東京大学経済学部を卒業し、同年に琉球銀行に入行。1962年にはアメリカのミシガン州立大学経済学部を卒業。1974年に取締役に就任し、1979年6月に常務、1981年6月に専務を経て、1989年6月に副頭取に就任し、1993年6月には頭取に昇格。
1997年6月7日に悪性リンパ腫のために死去。63歳没。